# Tipula (Arctotipula) sacra
Tipula (Arctotipula) sacra is een tweevleugelige uit de familie langpootmuggen (Tipulidae). De soort komt voor in het Nearctisch gebied.